# Henri Engleski
Henri (dvorac Vindzor, 13. jul 1267/68 ‒  Merton/dvorac Guildford, Gilford, 14. oktobar 1274) (Henry) bio je kraljević Engleske, sin Edvarda I i Eleanore Kastiljske te stariji brat grofice Eleanore i Edvarda II, a bio je nazvan po dedi, kralju Henriju III, koji je bio vladar u vreme kraljevićog rođenja.
Kad je 3. avgusta 1271. umro Henrijev stariji brat Jovan, mladi Henri je postao budući prestolonaslednik. Nakon smrti njegovog dede, postao je i krunski princ.
Jednom je na praznik Duhova u Henrijevu kupku bilo sipano vino jer se smatralo da će ga ojačati. Henri je, naime, bio dosta bolešljiv. Henri i njegova sestra Eleanora živeli su zajedno sa svojim bratićem Jovanom.
Dana 1. septembra 1273. Henri se verio sa Jovanom I Navarskom, koja se udala za Filipa IV Lepog. Filipova kćerka Izabela postala je žena Henrijeva brata Edvarda.
Dok je Henri umirao, ni njegov otac ni njegova majka nisu došli da ga vide. Za Henrija se brinula njegova baka Eleanora Provansalska, koja ga je odgajala.
Henri je sahranjen u Vestminsterskoj opatiji, ali mu je srce izvađeno i zakopano u Gilfordu.
Nakon Henrijeve smrti, sledeći krunski kraljević Engleske je postao Alfonso, grof Čestera.